# ＃컴파스 전투섭리분석시스템
＃컴파스 전투섭리분석시스템(#コンパス【戦闘摂理解析システム】)은 NHN 플레이아트와 디완고가 제작한 일본의 멀티플레이어 온라인 배틀 아레나 비디오 게임이다. 2016년 12월 일본에서, 2019년 11월 중국에서 iOS, 안드로이드 (운영체제), 아마존 파이어 기기용으로 출시되었다. 10부작으로 구성된 ONA(오리지널 넷 애니메이션) 각색판은 2018년 8월부터 2019년 9월까지 유튜브에서 스트리밍되었다. 아니메: #컴파스 2.0 전투섭리분석시스템(アニメ：#コンパス2.0 戦闘摂理解析システム)이라는 제목의 Lay-duce의 애니메이션 TV 시리즈 각색판은 2025년에 첫 방송될 예정이다.